# José Manuel Corredoira Viñuela
José Manuel Corredoira Viñuela (Gijón, 12 de julio de 1970) es un poeta, comediógrafo, ensayista y narrador español. Su obra, escrita con profusión barroca, de corte experimental y vanguardista, está considerada como una de las más originales e innovadoras en lengua española del panorama actual. El novelista y Premio Cervantes de las Letras Juan Goytisolo ha escrito a propósito de uno de sus textos:

En Retablo de ninfas, José Manuel Corredoira Viñuela, lector atento de Rabelais y Joyce, preso asimismo del Julián Ríos de Larva, aspira, conforme a sus palabras, a “sacar nuevos visos al espejo del idioma”. En una cincuentena de páginas cuya densidad literaria obliga al lector — y al espectador virtual — a no perder el hilo o, por mejor decir, madeja de su discurso, alterna los breves intercambios plurilingües de personajes estrafalarios con monólogos cuya erudición exhaustiva, de una inigualable comicidad, sorprende y cautiva a quien se adentra en ellos y sueña en su representación escénica. La apuesta es alta y sobre todo insólita en estos tiempos de mediocridad comercial y desprecio a la inteligencia del lector y espectador.

Según el crítico Julio Ortega, José Manuel Corredoira Viñuela recupera «el gusto mundano de la erudición y el genio popular de la oralidad, que se aventuran en su teatro churrigueresco, como en su narrativa rabelesiana, plenos de humor, parodia, erotismo, vitalidad y juego».

## Obras
- Bestiario de amor (Ñaque Editora, Ciudad Real, 2008, prólogo de Fernando Arrabal).
- De una familia un espejo se venga por el reflejo (El perro blanco, nº 6, verano 2010).
- El tesoro escondido (de la luna libros, Mérida, 2010, Finalista del Premio «Luis Barahona de Soto» 2006 en la modalidad de teatro infantil).
- Retablo de ninfas (Libros del Innombrable, Zaragoza, 2010, nota prologal de Juan Goytisolo).
- Preludio para la mano izquierda (Alhucema. Revista Internacional de Teatro y Literatura, nº 24, julio-diciembre, 2010).
- Entremés famoso de Argenis y Polidoro (La Luna de Mérida, nº 22, enero, 2011).
- Casa de citas  (El perro blanco, nº 10, verano 2011; una versión ampliada de esta obra ha sido publicada en el volumen colectivo Arrabal 80, Libros del Innombrable, Zaragoza, 2012).
- Iluminaciones al público (Ediciones Antígona, Madrid, 2012, prólogo de Domingo Miras).
- Elucidario sentimental (Libros del Innombrable, Zaragoza, 2013, prólogo de Francisco Gutiérrez Carbajo).
- Diario de Ezequiel Wilkins (publicado en Francisco Gutiérrez Carbajo, ed.,Teatro breve actual. Modalidades discursivas, Castalia, Barcelona, 2013).
- Non sunt turpia naturalia (Dramaturgias desde la frontera. Núa. Revista de artes escénicas e performativas, nº 9, 2013).
- Diferencias sobre la muerte (Ñaque Editora, Ciudad Real, 2014, prólogo de Ricardo Senabre).
- Allons éléphants!, en VV. AA., Amor fou. Ebrio desván de amores locos, Pigmalión Edypro, Madrid, 2016.
- Miscelánea teatral (IDEA / IGAS, New York, 2016).
- Pan (Poema representable). Publicado en Cerstin Bauer-Funke, ed., Espacios urbanos en el teatro español de los siglos XX y XXI, Georg Olms Verlag, Hildesheim-Zürich-New York, 2016.
- Juana o el clitorio de Dios. Publicado en VV. AA., La paradoja del dramaturgo, Esperpento Ediciones, Madrid, 2016, prólogo de Francisco Gutiérrez Carbajo.
- Bestiaire d'amour / Bestiario de amor, ed. bilingüe, Presses universitaires de Strasbourg, Collection hamARTia, 2018.
- Las vírgenes locas. Comedia escrita por cuatro ingenios desta Corte y Villa (Corredoira, Riaza, Miras, Murillo),[6] Ediciones Invasoras, Vigo, 2018, prólogo de F. Gutiérrez Carbajo.
- Apostillas al Teatro completo de Quevedo (La Perinola, 25, 2021).[7]
- Memorias, apariencias y demasías (Libros del Innombrable, Zaragoza, 2021, prólogo de Jean Canavaggio).[8]
- El infierno portátil (ADE-Teatro, nº 196, abril 2024).[9]
- El Lazarillo explicado a los eruditos (con sencillez) (Odisea Cultural, octubre 2024).[10]
- Comedia auriburlesca: Postilas, El Jardín de la Voz, Universidad de Alcalá / UNAM, 2025.

### Prólogos a sus obras
- ARELLANO, IGNACIO, «A modo de prólogo: La comedia burlesca y la ludopatía de José Manuel Corredoira», en José Manuel Corredoira Viñuela, Comedia auriburlesca: Postilas, El Jardín de la Voz, Universidad de Alcalá / UNAM, 2025, págs. 12-19.
- ARRABAL, FERNANDO «Assoiffé d'éternité / Sediento de eternidad», en José Manuel Corredoira Viñuela, Bestiario de amor, Ñaque Editora, Ciudad Real, 2008, págs. 6-7.
- CANAVAGGIO, JEAN, «A modo de prólogo», en José Manuel Corredoira Viñuela, Memorias, apariencias y demasías, Libros del Innombrable, Zaragoza, 2021, págs. 9-12.
- CORDONE, GABRIELA, «Epílogo: irrupciones patafísicas animales», en José Manuel Corredoira Viñuela, Bestiaire d'amour, Presses universitaires de Strasbourg, Collection hamARTia, traduit par Pierre-Jean Lombard, 2018.
- GOYTISOLO, JUAN, «Nota prologal», en José Manuel Corredoira Viñuela, Retablo de ninfas, Libros del Innombrable, Zaragoza, 2010, pág. 7.
- GUTIÉRREZ CARBAJO, FRANCISCO, «Un retablo en un torrente», prólogo a José Manuel Corredoira Viñuela, Elucidario sentimental, Libros del Innombrable, Zaragoza, 2013, págs. 7-23.
- MIRAS, DOMINGO, «Contemplarnos desde las extravagancias», en José Manuel Corredoira Viñuela, Iluminaciones al público, Ediciones Antígona, Madrid, 2012, págs. 9-17.
- PÉREZ-RASILLA, EDUARDO, «El infierno portátil, de José Manuel Corredoira Viñuela. Erudición, parodia y diversión teatral» (ADE-Teatro, nº 196, abril 2024, págs. 106-109).
- SENABRE, RICARDO, «Prólogo», en José Manuel Corredoira Viñuela, Diferencias sobre la muerte, Ñaque Editora, Ciudad Real, 2014, págs. 9-17.

### Otros
- ARELLANO, IGNACIO, «Los elefantes multicolores de Corredoira o la memoria proboscidia», El Jardín de los Clásicos, 16 de noviembre de 2012.
- —, «Definiciones y sustancia de la muerte», El Jardín de los Clásicos, 21 de junio de 2015.
- —, «El Quijote de Trapiello o que me traduzcan este...», El Jardín de los Clásicos, 12 de julio de 2015.
- —, «El infierno portátil y la fantasía de José Manuel Corredoira, conjurador de alucinancias», El coloquio de los perros, julio 2024.
- BAUER-FUNKE, CERSTIN, «Das Theater des 20. Jahrhunderts», en Carmen Rivero Iglesias (ed.), Spanische Literaturgeschichte. Eine kommentierte Anthologie, Paderborn, Fink, 2014.
- —, «Reflexiones sobre el personaje dramático en Diferencias sobre la muerte (2014) de José Manuel Corredoira Viñuela», en Du pantin à l'hologramme. Le personnage désincarné sur la scène hispanophone contemporaine, ed. Dominique Breton, Emmanuelle Garnier, Vanessa Saint-Martin, Fanny Blin, Éditions Orbis Terrius, Binges, 2017, págs. 179-211.
- BUDIA, MARIAM, «Sobre Núa o de cómo franquear los límites de la ortodoxia dramática», Leer Teatro, nº 3, abril de 2014.
- DELGADO MORALES, MANUEL, «El infierno portátil, de José Manuel Corredoira Viñuela, en la vanguardia del teatro español contemporáneo», Todo Literatura. República Ibérica de las Letras, enero 2025.
- FERNÁNDEZ PELÁEZ, JULIO, «Exhalación del lenguaje», Leer Teatro, nº 5, octubre 2014.
- —, El infierno portátil, Don Galán. Revista de investigación teatral, nº 13, noviembre 2024.
- GONZÁLEZ VÁZQUEZ, CARMEN, «José Manuel Corredoira, Miscelánea teatral», Anagnórisis. Revista de investigación teatral, nº 15, junio de 2017, págs. 696-701.
- —, «Memorias, apariencias y demasías», Café Montaigne, julio 2022.
- GRIGORIADOU, THEODORA, «La impronta helénica en la producción dramática de José Manuel Corredoira Viñuela», Comunicación en el II Congreso internacional «Ecos y Resplandores Helenos en la Literatura Hispanα Siglos XVI-XXI. Teatro», Atenas, 3 de septiembre de 2018.
- GUTIÉRREZ CARBAJO, FRANCISCO, «El animal no humano en algunas obras teatrales actuales», Anales de la Literatura Española Contemporánea, 34.2 (2009), pág. 88 / 474.
- —, «Modalidades del teatro breve según su forma discursiva», en José Romera Castillo (ed.), El teatro breve en los inicios del siglo XXI, Visor, Madrid, 2011, pág. 168.
- —, «¿Qué erotismo?», en José Romera Castillo (ed.), Erotismo y teatro en la primera década del siglo XXI, Visor, Madrid, 2012, págs. 75-77.
- —, ed., Teatro breve actual. Modalidades discursivas, Castalia, Barcelona, 2013.
- —, «Recreaciones teatrales de la Pasión. Tercera Diferencia sobre la muerte de José Manuel Corredoira», Epos, XXX, 2014, págs. 195-214.
- —, «José Manuel Corredoira: el teatro del verbo», Anales de la Literatura Española Contemporánea, 40.2 (2015), págs. 151-181.
- —, «Prólogo», en VV. AA., La paradoja del dramaturgo, Esperpento Ediciones, Madrid, 2016, págs. 7-41.
- —, «La prostitución en algunos textos dramáticos actuales», en José Romera Castillo (ed.), Teatro y marginalismo(s) por sexo, raza e ideología en los comienzos del siglo XXI, Verbum, Madrid, 2017, págs. 140-153.
- —, «El metateatro en algunos textos dramáticos actuales», en Urszula Aszyk, José Romera Castillo, Karolina Kumor y Kamil Seruga (eds.), Teatro como espejo del teatro, Verbum Madrid, 2017, págs. 199-213.
- —, Tradición e innovación en el teatro español actual, Esperpento Ediciones, Madrid, 2018, prólogo de César Oliva (especialmente los capítulos 1, 3 y 4).
- —, «Prólogo» a Las vírgenes locas. Comedia escrita por cuatro ingenios desta Corte y Villa (Corredoira, Riaza, Miras, Murillo), Ediciones Invasoras, Vigo, 2018, págs. 5-23.
- —, «Las vírgenes locas», Leer Teatro, nº 10, enero de 2019.
- —, «José Manuel Corredoira Viñuela: Elucidario sentimental», en Cerstin Bauer-Funke (ed.), Teatro español de los siglos XX y XXI. Estudios monográficos, Erich Schmidt Verlag, Berlin, 2021.
- —, «Corredoira o el extravío de la lucidez», República de las Letras, junio 2024.
- LÓPEZ LLERA, CÉSAR, «El arte del espasmo y del frenesí de Corredoira Viñuela», El teatro también se lee, 18 de marzo de 2018.
- —, «De vírgenes locas y dramaturgos trastornados», El teatro también se lee, 23 de noviembre de 2018.
- —, «Las vírgenes locas», Primer Acto, n.º 357, II/ 2019, págs. 310-312.
- —, «El Infierno portátil de Corredoira Viñuela: teatro posdramático textual», Café Montaigne, junio 2024.
- LÓPEZ MOZO, JERÓNIMO, «Retablo de ninfas», Estreno, Vol. XXXVIII, N.º 1, primavera 2012.
- —, «La narrativa de Cervantes. Reescrituras españolas para la escena (1950-2014)», Don Galán, nº 5, 2015.
- —, «La filosofía entre tablas y diablas en el siglo XXI», en José Romera Castillo, ed., Teatro y Filosofía en los inicios del siglo XXI, Verbum, Madrid, 2019.
- MALPARTIDA, JUAN, «Memorias, apariencias y demasías», Ómnibus, nº 68, año XVIII, septiembre 2022.
- MIRAS, DOMINGO, «Retablo de ninfas», Leer Teatro, nº 1, enero de 2013.
- MURILLO GÓMEZ, MIGUEL, «Vértigos», Leer Teatro, nº 3, abril de 2014.
- ORDOVÁS, MIGUEL ÁNGEL, «El encanto de perderse en un libro de arena», El Periódico de Aragón, 22 de diciembre de 2021.
- ORTEGA, JULIO, La comedia literaria. Memoria global de la literatura latinoamericana, Fondo Editorial PUCP, Lima, 2019.
- PÉREZ-RASILLA, EDUARDO, «La voz escindida. El desplazamiento de la palabra en la escena española contemporánea», Anagnórisis. Revista de investigación teatral, nº 21, junio de 2020.
- —, «Memorias, apariencias y demasías», Entreletras, abril 2022.
- PRIETO NADAL, ANA, «Miscelánea teatral», Leer Teatro, nº 9, junio de 2017.
- RECK, ISABELLE (avec la collaboration de Gabriela Cordone), «Jeu(x) de langue(s)», en José Manuel Corredoira Viñuela, Bestiaire d'amour, Presses universitaires de Strasbourg, Collection hamARTia, 2018, pág. 7-41.
- RUBIERA, JAVIER, «De algunos dramaturgos españoles del siglo XXI: Angélica Liddell y José Manuel   Corredoira», Comunicación en el  LI   Congrès   de   la   Association   canadienne   des   hispanistes, Université d’Ottawa, 3 juin 2015.
- SALVADOR GALINDO, JORGE, «Un gijonés en la corte del Rey Ubú» , OviedoDiario, 11 de mayo de 2013.
- SENABRE, RICARDO, El lector desprevenido, Ediciones Nobel, Oviedo, 2015.
- VILLÁN, JAVIER, «El misterio en el laberinto», Diariocrítico, 25 de agosto de 2022.
- —, «El infierno y los demás», Odisea Cultural, agosto 2024.

### Traducciones
En francés:
- Bestiaire d'amour, ed. Isabelle Reck (avec la collaboration de Gabriela Cordone), Presses universitaires de Strasbourg, Collection hamARTia, traduction de Pierre-Jean Lombard, prologue par Fernando Arrabal, 2018.